# Хюсеин Тефик паша
Хюсеин Тефик паша е османски математик, офицер (мушир), политик и дипломат.
Роден е през 1832 година във Видин, където получава първоначалното си образование. Към 1847 година се премества в Константинопол, през 1860 година завършва Военното училище, след което става преподавател по математика в него и става автор на първите османски оригинални изследвания в областта на математиката, по-специално на линейната алгебра. През 1870 – 1872 година е военен аташе във Франция, а през 1872 – 1878 година е командирован в Съединените щати във връзка с доставки на американско въоръжение. През 1883 – 1886 година е посланик на Османската империя в Съединените щати, след това заема висши постове в правителството, включително министър на търговията и обществените строежи (1889 – 1894) и министър на финансите (1897 – 1898).
Хюсеин Тефик паша умира на 16 юни 1901 година в Константинопол.